# Walter Entholzer
Walter Entholzer (* 25. Dezember 1953 in Waizenkirchen) ist Zahnarzt und war Abgeordneter zum Oberösterreichischen Landtag. 

## Leben
Walter Entholzer besuchte nach der Volksschule die 1. Klasse der Hauptschule in Peuerbach und wechselte danach an das Stiftsgymnasium in Wilhering. Nach der Matura studierte Entholzer Medizin an der Universität Innsbruck und war Turnusarzt in der Landes-Nervenklinik Wagner-Jauregg in Linz. Danach absolvierte er eine Facharztausbildung in Wien. Von 1985 bis 2018 war Entholzer Zahnarzt in der Gemeinde Hartkirchen, wobei er eine Zusatzausbildung in der Kieferorthopädie ablegte. Seit 1991 ist er zudem als gerichtlich beeideter Sachverständiger tätig.
Er ist verheiratet und hat zwei Kinder. 

## Politik
Entholzer war Gemeinderat in der Gemeinde Hartkirchen und war zwischen 1995 und dem Mai 2007 Bezirksparteiobmann der ÖVP Eferding. Walter Entholzer war von 31. Oktober 1997 bis 22. Oktober 2009 Abgeordneter zum Oberösterreichischen Landtag. Entholzer war von 1997 bis 2009 Mitglied im Sozialausschuss und im Immunitäts- und Unvereinbarkeitsausschuss. 
Walter Entholzer setzt sich nach eigenen Angaben für die Umfahrung Eferding, kürzere Fahrtzeiten für Pendler und Schüler, den Ausbau der Linzer Lokalbahn, B 134 und B 129 sowie den Ausbau mobiler Dienste ein. 